# Ijamjaure
Ijamjaure är en sjö i Gällivare kommun i Lappland och ingår i Luleälvens huvudavrinningsområde. Sjön har en area på 2,48 kvadratkilometer och ligger 508 meter över havet. Ijamjaure ligger i Sjaunja Natura 2000-område. Sjön avvattnas av vattendraget Akkaljåkkå (Ijamjåkkå).

## Delavrinningsområde
Ijamjaure ingår i det delavrinningsområde (746496-166084) som SMHI kallar för Utloppet av Ijamjaure. Medelhöjden är 541 meter över havet och ytan är 29,54 kvadratkilometer. Det finns inga avrinningsområden uppströms utan avrinningsområdet är högsta punkten. Akkaljåkkå (Ijamjåkkå) som avvattnar avrinningsområdet har biflödesordning 2, vilket innebär att vattnet flödar genom totalt 2 vattendrag innan det når havet efter 249 kilometer. Avrinningsområdet består mestadels av skog (64 procent) och sankmarker (26 procent). Avrinningsområdet har 3,03 kvadratkilometer vattenytor vilket ger det en sjöprocent på 10,2 procent.